# ریزموش جزیره کانگورو
ریزموش جزیره کانگورو (نام علمی: Sminthopsis aitkeni) نام یک گونه از سرده ریزموش‌ها است.